# Nadia Ali (chanteuse)
Pour les articles homonymes, voir Nadia Ali et Ali.
Nadia Ali (en ourdou : نادیہ علی), née le 3 août 1980 à Tripoli en Libye, est une chanteuse et auteur-compositrice-interprète pakistano-américaine.

## Biographie
Elle est née en Libye de parents pakistanais. La famille déménage pour New York et s'installe dans l'arrondissement du Queens.
À l'âge de 17 ans, elle est secrétaire dans les bureaux d'affaires de New York du couturier Versace et aspire à une carrière musicale. Un collaborateur lui présente un producteur, Markus Moser, qui cherche une chanteuse pour ses productions de musique dance. Ils s'associent et créent un groupe nommé d'abord "Vaiio", puis finalement "iiO" pour éviter d'éventuels problèmes avec Sony qui a déposé le modèle "Vaio".
Le duo fait des tournées internationales et publie plusieurs singles, comme At the End, Runaway, Smooth, Kiss you et le plus connu : Rapture, qui sera quelques années plus tard remixé par Avicii.
Nadia Ali a quitté le groupe en 2005 pour poursuivre une carrière solo, et sortira plusieurs albums. Elle produit ses collaborations sous le label Smile In Bed.
Après avoir quitté iiO, Nadia Ali fait de nombreuses tournées et collabore avec des DJs et producteurs. La première collaboration, « Who is Watching? », avec Armin Van Buuren en 2005. Suivi par « Something To Lose » en 2006, un duo avec le chanteur Rosko, produit par John Creamer & Stephane K et sorti sous Ultra Records.
En 2011, elle sort un EP de Rapture (titre sorti en 2002 par iiO), avec des remix de Gareth Emery, Avicii et Tristan Garner, ainsi que le single Pressure en 2011 avec Starkillers et Alex Kenji.
En 2018, elle prend une nouvelle direction et débute un projet intitulé HYLLS. Avec ce projet, Ali est passé de la musique electro à un son indie pop. Elle sort l'album studio Once en 2019.
Ces morceaux sont plus orientés indie pop. C'est donc une nouvelle trajectoire, après ses morceaux electro. Elle décrit ce projet comme expérimental et différent de ce qu'elle a fait auparavant. Ainsi, cette nouvelle trajectoire justifie qu'elle utilise un pseudonyme, HYLLS.

## Discographie

### Albums

#### Albums studio
| Titre  | Détails                                                                                    | Ref(s) |
| ------ | ------------------------------------------------------------------------------------------ | ------ |
| Embers | - Sortie : 15 septembre 2009 - Label : Smile in Bed - Formats : CD, téléchargement digital | [ 1 ]  |

#### Albums compilation
| Titre                                    | Détails                                                                               | Ref(s) |
| ---------------------------------------- | ------------------------------------------------------------------------------------- | ------ |
| Queen of Clubs Trilogy : Ruby Edition    | - Sortie : 31 août 2010 - Label : Smile in Bed - Formats : téléchargement digital     |        |
| Queen of Clubs Trilogy : Onyx Edition    | - Sortie : 28 octobre 2010 - Label : Smile in Bed - Formats : Téléchargement digital  |        |
| Queen of Clubs Trilogy : Diamond Edition | - Sortie : 21 décembre 2010 - Label : Smile in Bed - Formats : Téléchargement digital |        |